# Фортепіанний квінтет (Шостакович)
Фортепіанний квінтет соль мінор, тв. 57 Дмитра Шостаковича створений у 1940 році. Написаний для струнного квартету (2 скрипки, альт, віолончель) і фортепіано.  

## Історія створення і прем'єра
Перший скрипаль квартету імені Бетховена Дмитро Циганов згадував:
Після великого успіху Першого квартету Шостаковича ми просили його написати фортепіанний квінтет. Відповідь Дмитра Дмитровича була радісна для нас: «... напишу квінтет неодмінно і обов'язково разом з вами зіграю його ...». Це було в 1939 році, а роком опісля відбулася воістину тріумфальна прем'єра. . . 
23 листопада 1940 року Квартет імені Бетховена і Дмитро Шостакович виконали квінтет в Москві, в малому залі консерваторії. Сергій Прокоф'єв писав:
. . . Якби Шостаковичу було шістдесят років, то для людини, навченої роками, ця звичка зважувати кожну ноту була б, може бути, чудовою гідністю; але зараз вона загрожує перейти в недолік. Тому мені шкода, що в квінтеті бракує устремлінь і поривів, хоча в цілому я вважаю це чудовим витвором. 
1941 року за цей твір Д. Шостакович був удостоєний Сталінської премії.

## Структура
Квінтет складається з п'яти частин:
- 1. Прелюдія: Lento
- 2. Фуга: Adagio
- 3. Скерцо: Allegretto
- 4. Інтермеццо: Lento
- 5. Фінал: Allegretto